# Rumska čitaonica
Rumska čitaonica je bila kulturna i prosvjetna ustanova Hrvata iz Rume.
U drugoj polovici 19. stoljeća budila se nacionalna svijest Slavena u Srijemu koji su bili sve svjesniji da doseljeni Nijemci sve više napreduju i ekonomski jačaju. U Rumi su Hrvati i Srbi iskazivali sve jaču želju za prosvjećivanje putem osnivanja škola, formiranjem kulturno-prosvjetnih društava i ustanova, čime bi se poljodjelci organizirali, opismeni i osposobili za držati korak s ekonomski jačim i državno pomognutim takmacima Nijemcima. 
Hrvatske je napore poticala skupina intelektualaca okupljena oko ove čitaonice. Osnovali su ju 26. ožujka 1894. godine. Prva osoba Čitaonice bio je rumski župnik i začasni kanonik Rimokatoličke crkve Uzvišenja sv. Križa u Rumi dr Josip Paus. Ostali napredni hrvatski intelektualci grupirani ovdje bili su dr Rikard Plemić, Koloman pl. Jančo, M. Vuković, Anton Muha i Slavko Urbani-tajnik, varoški mjernik M. Krstić i zemljomjer Tomo Okrugić, učitelj Dragutin Hekman, Ilija Topalović magistar farmacije u Kozjakovoj apoteci i drugi. 
Čitaonice je radila u zakupljenim prostorijama. To su bile sale kafedžija i svratištara Klajna, Vurštera i Grubera. 